# Jack Russell (criador de perros)

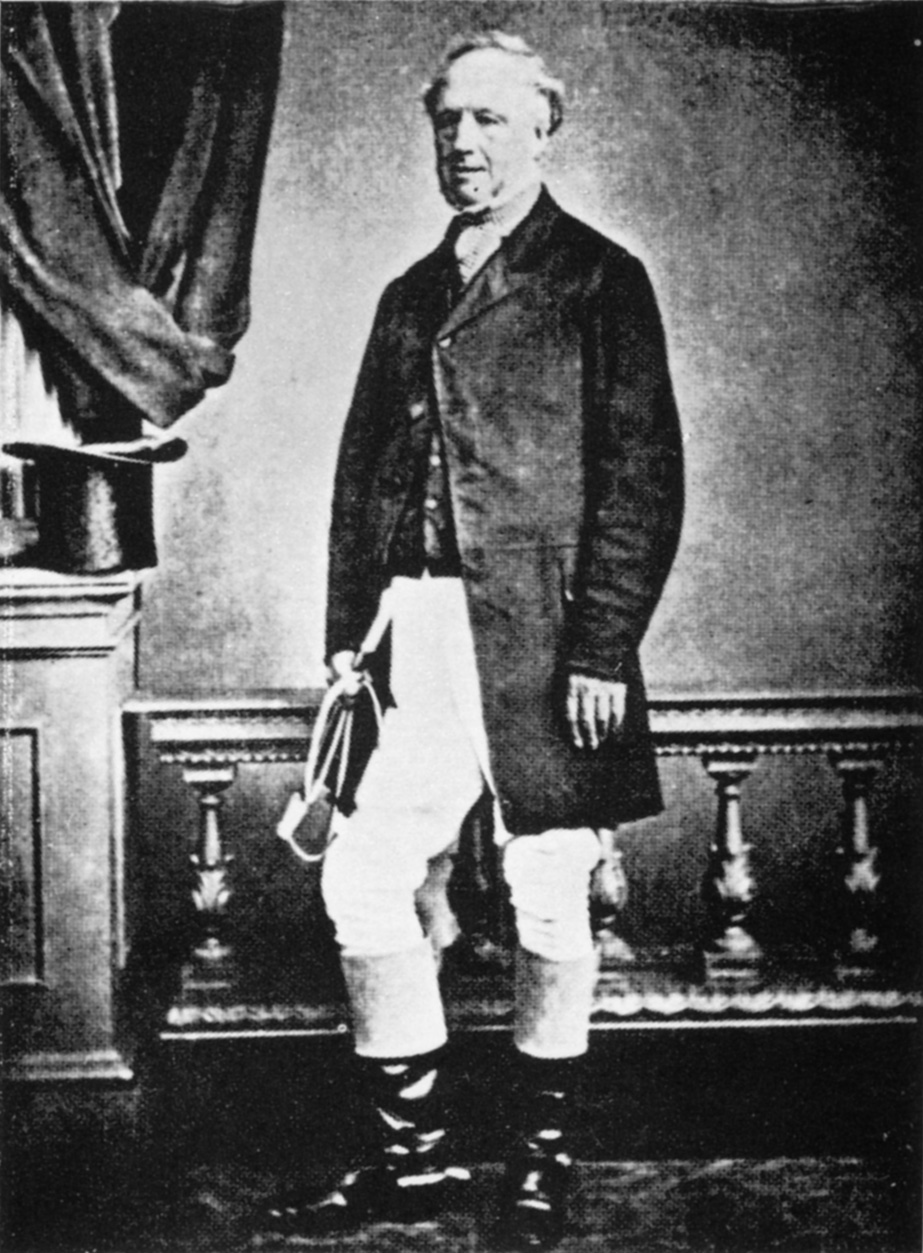
John Russell

John «Jack» Russell (21 de diciembre de 1795 – 28 de abril de 1883), fue conocido como The sporting Parson por ser un entusiasta de la cacería, fue criador de perros y ministro de culto. Tuvo fama de ser un hombre que disfrutaba de la buena vida. Es conocido porque dos razas de perros han recibido su nombre el Jack Russell terrier y el Parson Russell terrier. El biógrafo del reverendo, Dan Russell, lo describe en su libro como «Un mercader de perros que sería capaz de comprar a cualquier terrier que piense que sirve para trabajar, desarrollar su potencial y después venderlo».

## Vida
Nació en Dartmouth, Inglaterra y estudió en la Plympton Grammar School, la Blundell's School y el Exeter College. Fue precisamente en Oxford donde en 1819 vio a una pequeña perra blanca terrier, con marcas negras en los ojos, orejas y al final de la cola, la cual pertenecía al lechero. El Reverendo Russell no la había visto trabajar pero la juzgó sobre la base de su conformación y la compró inmediatamente, llamándola Trump. Esta perrita terrier sería la hembra fundacional sobre la cual comenzaría a criar una línea de terriers cazadores de zorros que eventualmente serían conocidos como los «Russells de Jack».
En 1871, tuvo serios problemas financieros y tuvo que vender a sus perros cazadores. Más de una vez, a lo largo de su vida, se vería forzado a hacer esto. Los perros cazadores de Russell fueron comprados por Henry Villebois, la persona que —más adelante— le presentaría al Príncipe de Gales.
En 1873, el reverendo Russell se convirtió en miembro fundador del Kennel Club de Reino Unido, asociación a la que pertenecería hasta su muerte. Él ayudó a escribir el estándar para la raza del Fox Terrier de pelo liso y con el tiempo se volvió un reputado juez. Curiosamente nunca presentó a sus propios Fox Terriers para las pruebas de exposición y conformación, aduciendo que la diferencia entre sus perros y los perros de exposición era la misma que existía entre una flor silvestre y una flor de invernadero.
Murió a la avanzada edad de 87 años. La familia real envió condolencias a sus deudos y más de 1000 granjeros de los alrededores acudieron a darle el último adiós. Después de su funeral, los pocos perros que vivían con él en Black Torrington —cuatro viejos terrier llamados Rags, Sly, Fuss y Tinker— fueron regalados. El día de su funeral sus sermones, memorias y otros papeles se encontraron esparcidos en la parte trasera de su jardín. Mucho o poco, de estos papeles del Reverendo subsisten hasta el día de hoy.
La casa editorial Halsgrove publicó un libro acerca de sus vivencias titulado: «Parson Jack Russell: Legendario cazador 1795-1883» escrito por Charles Noon.